# كونفدرالية ماهان
كونفدرالية ماهان هي كونفدرالية مكونة من عدة دويلات تواجدت في القرن الأول قبل الميلاد واستمرت حتى القرن الثالث الميلادي في جنوبي شبه الجزيرة الكورية في مقاطعتي تشنغتشونغ، وجولا. نشأت الكونفدرالية باتحاد مهاجري دولة غوجوسون مع دولة جن، حيث كون هذا المزيج دول سامهان (دول الهان الثلاثة)، جنباً إلى جنب مع كونفدرالية بيونهان، كونفدرالية جنهان. سقطت دويلات ماهان في قبضة بايكتشي إحدى الدويلات الأعضاء في الكونفدرالية، وأصبحت بايكتشي بعد ذلك إحدى دول ممالك كوريا الثلاث.

## التاريخ
تطورت ماهان ربما من المجتمع المحلي المعتمد على النحاس، وذلك في القرنين الثاني والثالث قبل الميلاد، واستمرت في ضم المهاجرين من الشمال إلى دولها. هرب الملك جن ملك غوجوسون في الشمال الكوري إلى دولة جن بعد أن خسر عرشه على يد الملك ومان، وذلك قرابة سنة 194 قبل الميلاد - 180 قبل الميلاد. يعتقد أن الملك وأتباعه أنشأوا قاعدة داخل أراضي جن، ولكن تطور ماهان من هذه القاعدة غير مؤكد، ولكن المؤكد هو تأثر ماهان بالثقافة الشمالية.
تبع سقوط غوجوسون وتأسيس القيادات الصينية في لياونينغ في سنة 108 قبل الميلاد، تبعها هروب العديد من سكان غوجوسون. هذا الأمر موصوف في السجل الصيني «سان غو تشي» والسجلين الكوريين «تاريخ الممالك الثلاث» بالإضافة إلى «تذكارات الممالك الثلاث».
في القرن الميلادي الأول، هزمت دولة وولجي/موكجي (月支/目支)، وهي الدولة التي كانت تقود الكونفدرالية، وذلك في صراع مع دولة بايكتشي، إحدى دويلات ماهان، وفي نهاية الأمر احتلت بايكتشي منطقة حوض نهر الهان. لكن كتاب «سان غو تشي» يذكر أن دولة الهان سقطت أثناء صراع مع مقاطعة ليلانغ العسكرية، مقاطعة دايفانغ العسكرية في سنة 246. وتحت الضغط الشديد من بايكتشي، لم تستطع سوى 20 دويلة من دويلات ماهان أن تصمد حتى القرن الثالث. في نهاية المطاف استولت بايكتشي على جميع ماهان بحلول القرن الخامس الميلادي،  ونمت لتصبح إحدى ممالك كوريا الثلاث.

## السياسات
ملوك ماهان دعوا أنفسهم بملوك جن، في إشارة إلى دولة جن السابقة، مما يعني الهيمنة الكاملة على جميع دول سامهان.
الكثير من التحف البرونزية والأنشطة الإنتاجية تشير إلى أن ماهان هي أقدم دول الهان تطوراً. في أقصى توسع لها، سيطرت ماهان على حوض نهر الهان، ومقاطعات غيونغي، وتشنغتشونغ، وجولا مع أن الوحدة السياسية قيدت بواسطة دولة موكجي (목지국 | 目支國) في تشونان، في تشنغتشونغ.

## الإرث الثقافي
حدد مؤروخو غوريو ماهان على أنها غوغوريو، وهو الرأي الذي تدعمه كتب مثل تاريخ الممالك الثلاث، وتذكارات الممالك الثلاث، وكتاب جيوانغ أنغي. البعد التاريخي لهذا الرأي قال به تشوي تشي وون، وهو عالم كونفشيوسي ومؤرخ في آخر عهد شلا. وبصرف النظر عن الموقع الجغرافي لماهان، فإن السجلات التاريخية الصينية مثل «تاريخ سونغ» فإنها تشير إلى كون مملكة جونغآن (دولة خلفت مملكة بالهاي) تعود جذورها إلى ماهان.
في الفترة الأخيرة من جوسون، أصبحت هذه الفكرة محل نقد من عالم شلهاك، وهو هان بايك غيوم، والذي ركز على الربط بين ماهان وبايكتشي فيما يخص الموقع الجغرافي.

## الدويلات
وفقاً لكتاب «سان غو تشي» فإن ماهان ضمت 54 دويلة تضم 10 آلاف عائلة، وهي:
- دويلة غامهاي (بالهانغل: 감해국 | بالهانجا: 感奚國)، ومقرها إكسان.
- دويلة غامهايبري (بالهانغل: 감해비리국 | بالهانجا: 監奚卑離國)، ومقرها هونغسونغ.
- دويلة غونما (بالهانغل: 건마국 | بالهانجا: 乾馬國)، ومقرها إكسان.
- دويلة غوراب (고랍국بالهانغل: | بالهانجا: 古臘國)، ومقرها ناموون.
- دويلة غوري (بالهانغل: 고리국 | بالهانجا: 古離國)، ومقرها إكسان.
- دويلة غوبري (بالهانغل: 고비리국 | بالهانجا: 古卑離國)، ومقرها يانغبيونغ أو يوجو.
- دويلة غوون (بالهانغل: 고원국 | بالهانجا: 古爰國).
- دويلة غوتانجا (بالهانغل: 고탄자국 | بالهانجا: 古誕者國).
- دويلة غوبو (بالهانغل: 고포국 | بالهانجا: 古蒲國)، ومقرها بيو.
- دويلة غرو (بالهانغل: 구로국 | بالهانجا: 狗盧國)، ومقرها تشونغيانغ.
- دويلة غوساودان (بالهانغل: 구사오단국 | بالهانجا: 臼斯烏旦國)، ومقرها جانغسونغ.
- دويلة غسو (بالهانغل: 구소국 | بالهانجا: 狗素國)، ومقرها جونغب.
- دويلة غهاي (بالهانغل: 구해국 | بالهانجا: 狗奚國)، ومقرها غانغجن.
- دويلة نايبري (بالهانغل: 내비리국 | بالهانجا: 內卑離國).
- دويلة نورام (بالهانغل: 노람국 | بالهانجا: 怒藍國).
- دويلة دايسوكساك (بالهانغل: 대석삭국 | بالهانجا: 大石索國)، ومقرها يانغجو أو غانغهوادو.
- دويلة مانغنو (بالهانغل: 막로국 | بالهانجا: 莫盧國).
- دويلة مالو (بالهانغل: 만로국 | بالهانجا: 萬盧國)، ومقرها بوريونغ أو غنسان.
- دويلة موروبري (بالهانغل: 모로비리국 | بالهانجا: 牟盧卑離國)، ومقرها غوتشانغ.
- دويلة موسو (بالهانغل: 모수국 | بالهانجا: 牟水國)، ومقرها سوون.
- دويلة موكجي (بالهانغل: 목지국 | بالهانجا: 目支國)، ومقرها تشونان.
- بايكتشي (بالهانغل: 백제국 | بالهانجا: 百濟國)، ومقرها سول.
- دويلة بيوكبري (بالهانغل: 벽비리국 | بالهانجا: 辟卑離國)، ومقرها غمجي.
- دويلة بلمي (بالهانغل: 불미국 | بالهانجا: 不彌國)، ومقرها ناجو.
- دويلة بلسابنسا (بالهانغل: 불사분사국 | بالهانجا: 不斯濆邪國)، ومقرها جونجو.
- دويلة برن (بالهانغل: 불운국 | بالهانجا: 不雲國)، ومقرها غونغجو أو بوسونغ.
- دويلة بري (بالهانغل: 비리국 | بالهانجا: 卑離國)، ومقرها غنسان.
- دويلة بمي (بالهانغل: 비미국 | بالهانجا: 卑彌國)، ومقرها سوتشون.
- دويلة سارو (بالهانغل: 사로국 | بالهانجا: 駟盧國)، ومقرها هونغسونغ.[4]
- دويلة سانغوي سانغوي (بالهانغل: 상외국 | بالهانجا: 桑外國)، ومقرها هواسونغ.
- دويلة سوسوكساك (بالهانغل: 소석삭국 | بالهانجا: 小石索國)، ومقرها جزيرة غيودونغ.
- دويلة سوويغون (بالهانغل: 소위건국 | بالهانجا: 素謂乾國)، ومقرها بوريونغ.
- دويلة سونغنوبلسا (بالهانغل: 속로불사국 | بالهانجا: 速盧不斯國)، ومقرها غمبو.
- دويلة شنبنهوال (بالهانغل: 신분활국 | بالهانجا: 臣濆活國)، ومقرها أنسونغ أو غابيونغ.
- دويلة شنسودو (بالهانغل: 신소도국 | بالهانجا: 臣蘇塗國)، ومقرها تايان.
- دويلة شننشن (بالهانغل: 신운신국 | بالهانجا: 臣雲新國)، ومقرها تشونان.
- دويلة شنهن (بالهانغل: 신흔국 | بالهانجا: 臣釁國)، ومقرها دايجون أو أسان.
- دويلة أرم (بالهانغل: 아림국 | بالهانجا: 兒林國)، ومقرها سوتشون أو ييسان.
- دويلة يورايبري (بالهانغل: 여래비리국 | بالهانجا: 如來卑離國)، ومقرها إكسان.
- دويلة يومنو (بالهانغل: 염로국 | بالهانجا: 冉路國)، ومقرها أسان.
- دويلة ووهيموتاك (بالهانغل: 우휴모탁국 | بالهانجا: 優休牟涿國)، ومقرها بتشون.
- دويلة وونيانغ (بالهانغل: 원양국 | بالهانجا: 爰襄國)، ومقرها هواسونغ أو باجو.
- دويلة وونجي (بالهانغل: 원지국 | بالهانجا: 爰池國)، ومقرها يوسو.
- دويلة إلان (بالهانغل: 일난국 | بالهانجا: 一難國).
- دويلة إلي (بالهانغل: 일리국 | بالهانجا: 一離國).
- دويلة إرهوا (بالهانغل: 일화국 | بالهانجا: 日華國).
- دويلة إمسوبان (بالهانغل: 임소반국 | بالهانجا: 臨素半國)، ومقرها غنسان.
- دويلة جارمورو (بالهانغل: 자리모로국 | بالهانجا: 咨離牟盧國)، ومقرها إتشون.
- دويلة جبان (بالهانغل: 지반국 | بالهانجا: 支半國)، ومقرها بوان.
- دويلة جتشم (بالهانغل: 지침국 | بالهانجا: 支侵國)، ومقرها أمسونغ.
- دويلة تشومنو (بالهانغل: 첩로국 | بالهانجا: 捷盧國)، ومقرها جونغب.
- دويلة تشوري (بالهانغل: 초리국 | بالهانجا: 楚離國)، ومقرها غوهنغ.
- دويلة تشوساندوبري (بالهانغل: 초산도비리국 | بالهانجا: 楚山塗卑離國)، ومقرها جندو.
- دويلة تشري (بالهانغل: 치리국국 | بالهانجا: 致利鞠國)، ومقرها سوتشون.